# Аррантьер
Аррантье́р (фр. Arrentières) — коммуна во Франции, находится в регионе Шампань — Арденны. Департамент — Об. Входит в состав кантона Бар-сюр-Об. Округ коммуны — Бар-сюр-Об.
Код INSEE коммуны — 10011.
Коммуна расположена приблизительно в 190 км к востоку от Парижа, в 85 км южнее Шалон-ан-Шампани, в 50 км к востоку от Труа.

## Население
Население коммуны на 2008 год составляло 204 человека.
| 1962 | 1968 | 1975 | 1982 | 1990 | 1999 | 2008 |
| ---- | ---- | ---- | ---- | ---- | ---- | ---- |
| 199  | 235  | 241  | 245  | 244  | 231  | 204  |

## Экономика
В 2007 году среди 134 человек в трудоспособном возрасте (15—64 лет) 103 были экономически активными, 31 — неактивными (показатель активности — 76,9 %, в 1999 году было 66,9 %). Из 103 активных работали 91 человек (54 мужчины и 37 женщин), безработных было 12 (5 мужчин и 7 женщин). Среди 31 неактивных 6 человек были учениками или студентами, 19 — пенсионерами, 6 были неактивными по другим причинам.

## Достопримечательности
- Церковь Сен-Жак-ле-Мажёр (XVIII век)
- Замок Аррантьер (XIII век). Памятник истории с 1994 года[3]

## Фотогалерея
- Замок Аррантьер
- Карта коммуны